# Imagens do Real Imaginado
Imagens do Real Imaginado, ou "IRI" é um Ciclo de Fotografia e Cinema Documental que se realiza todos anos na cidade do Porto (Portugal) pelo Departamento de Artes da Imagem (DAI) da Escola Superior de Música, Artes e Espetáculo (ESMAE) do Instituto Politécnico do Porto (IPP). 

## Sobre o IRI
Teve a sua primeira edição em Novembro de 2004.
Para além das mostras de cinema e de fotografia, o Imagens do Real Imaginado promove masterclasses, exposições e visitas.

## Edições e Masterclasses por ano
2004 Um outro modo de dar a ver o mundo
- Masterclass de Maria do Carmo Serén - Questões da Fotografia Documental
- Masterclass de Olívia da Silva - Raymond Depardon e as Imagens de um Tempo Real
- Masterclass de Jorge Campos - O Documentário americano na era de George W. Bush

2005 Labirintos do Olhar - Esconder para revelar
- Masterclass de Maria de Fátima Lambert - A propósito do filme "Janela da Alma", de João Jardim e Walter Carvalho
- Masterclass de Olívia da Silva - O que a fotografia documental esconde para revelar

2006 O Mundo
- Masterclass de Jorge Campos - De Edward Murrow à invasão do Iraque: Uma digressão sobre o cinema informativo e o documentário político na América
- Masterclass de Mercedes Alvarez - El Turista y el Viagero
- Masterclass de Rahul Roy - My personal search for meaning
- Masterclass de Gustav Deutsch - FILM IST
- Masterclass de Mark Durden - Documentário fotográfico artístico: Paul Seawright e Luc Delahaye

2007 Olhares sobre a cidade
- Masterclass de Mike Hoolboom - O cinema e os media enquanto espelho dos indivíduos e da sua vida no mundo
- Masterclass de Gerard Collas - O olhar cinematográfico sobre a cidade: metamorfoses

2008 O Poder das Imagens
- Masterclass de Christian Milovanoff - O poder das imagens
- Masterclass de Val Williams - Martin Parr: Photographic Works
- Masterclass de Ray Müller - Um pacto com o diabo
- Masterclass de Ulrich Hägele - A Fotografia e o III Reich
- Masterclass de Frédéric Sabouraud - Filmar o que desapareceu: A propósito de S21, La machine de mor Khmère Rouge de Rithy Panh
- Masterclass de António Pedro Vasconcelos - Imagens da Guerra Colonial
- Masterclass de José Manuel Costa - O regresso aos Kinoks

2009 Rosto Transversal
- Masterclass de Rita Castro Neves - Expor Fotografias
- Masterclass de Floreal Peleato - O Rosto no Cinema
- Masterclass de Pedro Sena Nunes - A Paisagem e o Rosto, O Rosto e a Paisagem
- Masterclass de Mark Durden - This is America: documentary photography of the 1930s
- Masterclass de Olívia Silva - Imortalidades
- Masterclass de John Goto - The face: the silhouette and the death mask
- Masterclass de Florence Ayisi - Representing New Images of Africa
- Masterclass de Anna Fox - The Performing Portrait
- Masterclass de Carina Rafael - Boarderland
- Masterclass de António Durães - O actor e o rosto

2010 Open Documentary
- Masterclass de Sarah Pink (Loughborough University) - Walking at the Edge: intersections between documentary film, photography, arts and social science practice
- Masterclass de Floréal Peleato - Alain Resnais: Un Mosaico de la Modernidad
- Masterclass de José Ribeiro (Universidade  Aberta) - Cinema e Antropologia
- Masterclass de Margarita Ledo Andión (Universidade  de Santiago de Compostela) - No interior do frame
- Masterclass de André Eckert - Cinema de Animação na Alemanha: os novos caminhos
- Masterclass de Adriana Baptista (Escola Superior de Educação - IPP - Ydessa, les ours, etc: a dimensão equívoca da mostração
- Masterclass de Rodrigo Areias - O meu cinema

2011 O Cinema e as Artes
- Masterclass de Cristina Susigan - Cultura visual: Apropriação na Arte
- Masterclass de Mark Durden - From Life: street photography as art, Tom Wood and Olga Chernysheva
- Masterclass de Luís Filipe Rocha - Literatura e Cinema
- Masterclass de José Alberto Pinheiro - A Banda Desenhada e o Cinema. Estética, Ética e Política
- Masterclass e excertos de filmes de Pedro Sena Nunes - Percursos invisíveis
- Masterclass de João Lopes - O cinema de Jacques Demy
- Masterclass de Jirí Barta - Filmes de animação
- Masterclass de Miguel Anxoprado - De Profundis

2012 Crise - Narrativa da crise / crise da narrativa
- Masterclass de Olívia Marques da Silva - Do invisível ao visível
- Masterclass de Adriano Miranda  - ’12.12.12’
- Masterclass de Nigel Orillard - Americana: Writing with Actors. Methods for connecting the narration of Political Crisis to Personal Crisis in the development of a Political Thriller.
- Masterclass de Cristina Susigan - A Apropriação da Arte como resposta a Crise Narrativa
- Masterclass de José Azevedo - Documentário interativo: inovações e reciclagens
- Masterclass de Aníbal Lemos - Europa hoje, realidade e ficção
- Masterclass de Fátima Lambert - “Arquitectura da Destruição": quando o ditador quis ser curador
- Masterclass de Dimitris Andrikopoulos - Experimentar a música, interpelar a imagem
- Masterclass de José Miguel Ribeiro - A viagem que me trouxe aqui
- Masterclass de Nina Maria Paschalidou - Plataformas multimédia alternativas: O caso da Pyramid TV/ Grécia

2013 Utopia(s)
- Masterclass de Eugénia Vilela - Utopia
- Masterclass de Patrícia Nogueira - Utopia da representação
- Masterclass de Paulo Catrica - Galápagos
- Masterclass de Luís Urbano -  Fazer cinema em Portugal
- Masterclass de Virgílio Ferreira-  Ser e devir. Being and becoming
- Masterclass de Nelson D’Aires -  Álbum de família, do documento à utopia. Estação Imagem Mora
- Masterclass de Lara Jacinto -  Troika
- Masterclass de Christian Rouaud - Cinema e desobediência civil; Les Lip, l’imagination au pouvoir, de Christian Rouaud
- Masterclass de Nigel Orillard -  Utopia: future dreams, past fears and present nightmares
- Masterclass de Manuel Magalhães - Elementos sobre a fotografia no Porto no século XIX
- Masterclass de Lucas Serra - Direitos de Autor. Direito à Imagem
- Masterclass de Huw Davies -  Alternative screens — Cinema, space and architecture

## O Livro
A 12 de Dezembro de 2013 foi lançado um livro que celebra a 10ª edição do Imagens do Real Imaginado, denominado “IRI – 10 anos” e teve presente na sessão de apresentação Jorge Campos, Olívia da Silva e Vítor Quelhas. 